# Vincenzo Carafa
Para el cardenal del mismo nombre, véase Vincenzo Carafa (1477-1541).

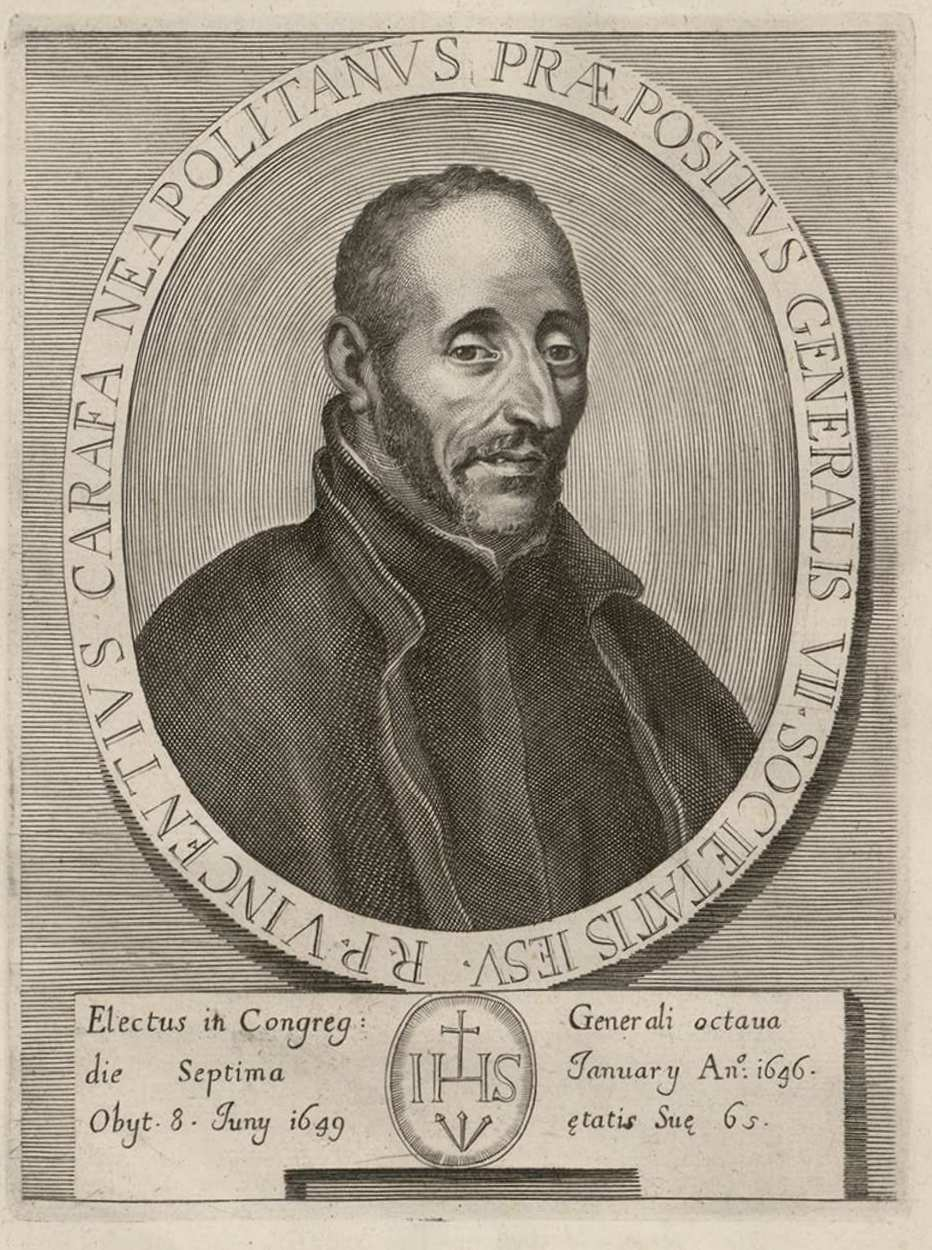
Vincenzo Carafa. Grabado de Arnold van Westerhout para los Ritratti de' prepositi generali della Compagnia di Gesù delineati, ed incisi da Arnaldo Van Westherhout, Roma, 1748. Biblioteca Nacional de España.

Vincenzo Carafa (Andria, 5 de mayo de 1585-Roma, 6 de junio de 1649) sacerdote jesuita y escritor italiano, elegido séptimo general de los jesuitas.

## Reseña biográfica
Nació en Andria en la familia de los condes de Montorio y era pariente del papa Paulo IV. Entró en la Sociedad de Jesús en 1604 y con sesenta años fue elegido general de la Compañía.
Fue profesor de filosofía y director de la casa de la Compañía en Nápoles y era provincial en el momento de su elección.
Con el nombre de Aloysius Sidereus fue autor de varias obras ascéticas como Fascetto di Mirra, publicada en 1635 y traducida a diversas lenguas, Cammino del Cielo, Cittadino del Cielo, Il Peregrino della terra, Idea Christiani hominis y Il serafino.
Como superior general dirigió una carta a los jesuitas: De mediis conservandi primaevum spiritum Societatis.
Su breve mandato coincidió con el comienzo de la controversia sobre el jansenismo.
Falleció en Roma a los 64 años de edad.